# Igor Petrowitsch Boldin
Igor Petrowitsch Boldin (russisch Игорь Петрович Болдин; * 2. Februar 1964 in Moskau, Russische SFSR) ist ein ehemaliger russischer Eishockeyspieler und -trainer. Er gewann mit der Mannschaft der GUS 1992 das olympische Eishockeyturnier.

## Karriere
Boldin begann 1981/82 seine Laufbahn als Spieler bei Spartak Moskau, dem Club blieb er bis zum Zerfall der Sowjetunion treu. Schon als Juniorenspieler wurde er unmittelbar nach dem Gewinn der U20-Weltmeisterschaft 1983 in die Herrenauswahl der UdSSR berufen, in den fast neun Jahren bis zum Ende der Sowjetunion kam er jedoch nur auf 15 Einsätze, insbesondere stand er in dieser Zeit weder im Kader für Weltmeisterschaften noch für Olympische Spiele. 1992 wurde er dann sowohl für die Olympiamannschaft der GUS als auch für die WM-Auswahl Russlands berufen, während die WM erfolglos endete, gelang der Mannschaft der GUS der Sieg im olympischen Eishockeyturnier. Im selben Jahr wurde er als Verdienter Meister des Sports ausgezeichnet.
Beim NHL Entry Draft 1992 holten die St. Louis Blues aus der NHL ihn in der achten Runde als 180., nach dem sein Vertrag bei Spartak endete, doch kurz vor einer geplanten Reise zwecks Vertragsschluss erlitt er bei einem Autounfall in Moskau schwere Verletzungen, die ihn für mehr als ein Jahr am Eishockey spielen hinderten.
Von 1993 bis 1997 spielte Boldin für verschiedene finnische und schwedische Vereine, bevor er im Sommer 1997 zurück zu Spartak ging, für die er bis 2001 in erster und zweiter Mannschaft spielte, bevor er 2001/02 seine Laufbahn beim THK Twer in der Wysschaja Liga ausklingen ließ.
Im Anschluss wurde Boldin Trainer. Zurzeit ist er dritter Trainer des HK Spartak Moskau.